# Црешнево (община Брод)
 Тази статия е за поречкото село.  За велешкото вижте Црешнево (община Чашка).  За селото в България вижте Црешново.
Црешнево (на македонска литературна норма: Црешнево) е село в Северна Македония, в община Брод (Македонски Брод).

## География
Намира се в областта Поречие в западното подножие на планината Даутица.

## История
В XIX век, независимо, че географски принадлежи на Поречието, Црешнево административно е част от Прилепска каза на Османската империя. В „Етнография на вилаетите Адрианопол, Монастир и Салоника“, издадена в Константинопол в 1878 година и отразяваща статистиката на населението от 1873 година, Крапа е посочено два пъти – веднъж като част от Прилепска каза под името Црешново (Tzreschnovo) като село с 45 домакинства и 188 жители българи и втори път като част от Кичевска каза под името Тършнево (Tarschnévo) с 35 домакинства и 138 жители българи.
Според статистиката на Васил Кънчов („Македония. Етнография и статистика“) от 1900 година Црешново е населявано от 505 жители българи християни.
Според Никола Киров („Крушово и борбите му за свобода“) към 1901 година Црешнево има 30 български къщи.
На Етнографската карта на Битолския вилает на Картографския институт в София от 1901 година Црешнао е чисто българско село в Кичевската каза на Битолския санджак със 70 къщи.
Цялото село в началото на XX век е сърбоманско. Според митрополит Поликарп Дебърски и Велешки в 1904 година в Црешнево има 65 сръбски къщи. По данни на секретаря на Българската екзархия Димитър Мишев („La Macédoine et sa Population Chrétienne“) в 1905 година в Црешнео има 640 българи патриаршисти сърбомани и в селото функционира сръбско училище.
След Междусъюзническата война в 1913 година селото попада в Сърбия.
На етническата си карта на Северозападна Македония в 1929 година Афанасий Селишчев отбелязва Црешнево като българско село.
Според преброяването от 2002 година селото има 169 жители – 168 македонци и 1 сърбин.
В Црешнево има три църкви – „Възнесение Господне“ („Свети Спас“) от 1898 година, манастирската „Света Троица“ и „Свети Никола“, чийто темелен камък е поставен на 5 август 2000 година от митрополит Тимотей Дебърско-Кичевски. „Свети Никола“ е изградена върху основите на стара средновековна църква, която според запазените фрагменти от стенописи е от ХVІ век.

## Личности
Родени в Црешнево
- Димитър, деец на сръбската въоръжена пропаганда, четник в първата поречка сърбоманска чета през март 1904 г.,[11] в 1911 година с месечна сръбска заплата две лири[12]
- Димо, свещеник, деец на сръбската пропаганда в 1911 година, с месечна сръбска заплата две и половина лири[12]
- Иван, свещеник, деец на сръбската пропаганда в 1911 година, с месечна сръбска заплата две лири[12]
- Йован Црешневец (Јован Црешњевац), деец на сръбската пропаганда, убит на 8/26 авгурст 1914 г. при Скачинци[13]